# 京都府道76号野田川大宮線
京都府道76号野田川大宮線（きょうとふどう76ごう のだがわおおみやせん）は、京都府与謝郡与謝野町石川を起点に京丹後市大宮町谷内に至る府道（主要地方道）である。

## 概要
与謝野町のうち、旧・野田川町域の中心部を走る。

### 路線データ
- 起点：与謝郡与謝野町石川（国道176号交点）
- 終点：京丹後市大宮町谷内（国道312号交点）

## 歴史
- 1993年（平成5年）5月11日 - 建設省から、府道野田川大宮線が野田川大宮線として主要地方道に指定される[1]。

## 路線状況

### 重複区間
- 京都府道2号宮津養父線（与謝郡与謝野町四辻 - 与謝郡与謝野町幾地）

### バイパス
- 京丹後市大宮町奥大野から大宮町谷内まで

## 地理

### 通過する自治体
- 与謝郡与謝野町
- 京丹後市

### 交差する道路
- 国道176号（与謝郡与謝野町石川、起点）
- 京都府道2号宮津養父線（与謝郡与謝野町四辻）
- 京都府道803号加悦岩滝自転車道線
- 京都府道2号宮津養父線・京都府道626号野田川加悦線（与謝郡与謝野町幾地）
- 国道312号（京丹後市大宮町谷内、終点）

### 沿線にある施設など
- 亀山城跡
- 与謝野町役場 野田川支所
- 平地地蔵公園
- 京丹後市立第二大宮小学校
- 新戸古墳
- NTT西日本 京都支店丹後大宮別館